# Варао (мова)
Варао (також відома як гуарауно, гуарао, варрау) є рідною мовою народу варао. Мова ізольована, нею розмовляють близько 33 000 людей переважно в північній Венесуелі, Гаяні та Суринамі. Вона примітна незвичайним порядком слів Об'єкт–суб'єкт–дієслово. На варао говорили у венесуельському фільмі 2015 року «Віднесені річкою».

## Класифікація
Варао, здається, є мовним ізолятом, не пов'язаним із жодною мовою, записаною в регіоні чи деінде. Терренс Кауфман (1994) включив його до своєї гіпотетичної родини Macro-Paezan, але необхідна допоміжна робота так і не була виконана. Джуліан Ґренберрі пов'язав багато граматичних форм, включно з номінальними та дієслівними суфіксами, варао з мовою тімукуа Північної Флориди, також мовним ізолятом. Однак він також вивів морфеми тімукуа з маскогської, чибчанської, паезанської, араваканської та інших амазонських мов, припускаючи багатомовну креолізацію як можливе пояснення цих подібностей.

### Вароїдна гіпотеза
Ґренберрі також знаходить слова «Вароїд» у Ґуахіро (з топонімічних свідчень здається, що Варао або споріднений народ колись займав регіон Ґуахіро) та в таіно (нучай або нозай [носай] «золото» у Сібоні — пор. варао naséi símo «золото» (букв. «жовта галька») — і duho «церемоніальний табурет» у класичній таіно — пор. варао duhu «сидіти, стілець»). Ґренберрі та Весцеліус (2004) зазначають, що топонімічні дані свідчать про те, що пре-таіно мова Макориш з еспаньйоли і мова гуанахатабей на Кубі також могли бути вароїдними мовами.

## Мовний контакт
Jolkesky (2016) зазначає, що існує лексична схожість із мовними сім'ями карібан, арутані, маку та сапе через контакт у попередній сфері взаємодії Гвіанського нагір'я.

## Демографія
Станом на 2007 рік у Венесуелі цією мовою було 28 100 носіїв. Народ варао проживає переважно в регіоні дельти Ориноко на північному сході Венесуели, з меншими громадами на південному заході Тринідаду (Тринідад і Тобаго), західній Гаяні та Суринамі. ЮНЕСКО вважає мову такою, що перебуває під загрозою зникнення.

## Різновиди
В історичних джерелах згадуються етнічні групи в дельті Ориноко, такі як сіавані (чагуанес), веріотаус (фарауте) і тіуітіуас (тібітібі), які розмовляли мовами варао або мовами, тісно пов'язаними з сучасною варао. Інші вимерлі групи становлять::1243
- Арікарі та Пірао з Каєнни
- Гвайкері з острова Маргарита

Лукотка (1968) перераховує такі різновиди:
- Гуаноко — розмовляють на Лагуна де Асфальто, штат Монагас (не підтверджено)
- Чагуан — розмовляють у дельті Ориноко на гілці Манамо (не підтверджено)
- Маріуся — розмовляють у тому ж регіоні на гілках Cocuina та Macareo

Мейсон (1950) перераховує:
- Вайкері (Guaiqueri)
- Чагуан
- Маріуся

## Граматика
Основний порядок слів у мові був проаналізований як об'єкт–суб'єкт–дієслово, дуже рідкісний порядок слів серед номінативно-акузативних мов, таких як варао.

### Фонологія
Перелік приголосних варао невеликий, але не такий малий, як багато інших інвентарів Південної Америки. У ньому немає особливої екзотики.
|              | Губні | Альвеолярні | Середньопіднебінні | Задньоязикові  | Задньоязикові | Глотальні |
| звичайний    | Губні | Альвеолярні | Середньопіднебінні | лабіалізований |               | Глотальні |
| ------------ | ----- | ----------- | ------------------ | -------------- | ------------- | --------- |
| Проривні     | p     | t           |                    | k              | kʷ            |           |
| Фрикативні   |       | s           |                    |                |               | h         |
| Носові       | m     | n           |                    |                |               |           |
| Одноударні   |       | ɺ           |                    |                |               |           |
| Апроксиманти |       |             | j                  |                | w             |           |

Губний вибуховий /p/ зазвичай реалізується як голосний [б]. /ɺ/ має алофон [d] на початку слова та [ɾ], коли між /i, a/ та /a/.
Є п'ять ротових голосних /a, ɛ, i, ɔ, u/ і п'ять носових голосних /ã, ẽ, ĩ, õ, ũ/. /u/ після /k/ на початку слів стає [ɨ].

## Словниковий запас
Честмір Лукотка (1968) перераховує наступні основні словникові одиниці для уарао (варао) і маріуся.
|        | Варао   | Маріуся |
| ------ | ------- | ------- |
| один   | isaka   | xisaka  |
| два    | manámo  | manamo  |
| три    | dianamu | dixamo  |
| голова | akua    | naxoto  |
| око    | kamu    | mu      |
| зуб    | kai     | i       |
| людина | nibora  |         |
| вода   | ho      | xo      |
| вогонь | hekono  | xeunu   |
| сонце  | yá      | xokoxi  |
| маніок | aru     | aru     |
| ягуар  | tobe    | tobe    |
| дім    | xanóko  | ubanoko |

## Інші джерела
- Osborn Jr, Henry A. (1966b). Warao II: Nouns, Relationals, and Demonstratives. International Journal of American Linguistics. 32 (3): 253—261. doi:10.1086/464910.
- Barral, Basilio de. 1979. Diccionario Warao-Castellano, Castellano-Warao. Caracas: UCAB
- Figeroa, Andrés Romero. 1997. A Reference Grammar of Warao. München, Newcastle: Lincom
- Ponce, Peter. 2004. Diccionario Español — Warao. Fundación Turismo de Pedernales.
- Vaquero, Antonio. 1965. Idioma Warao. Morfología, sintaxis, literatura. Estudios Venezolanos Indígenas. Caracas.
- Wilbert, Johannes. 1964. Warao Oral Litrerature. Instituto Caribe de Antropología y Sociología. Fundación La Salle de Ciencias Naturales. Monograph no 9 Caracas: Editorial Sucre.
- Wilbert, Johannes. 1969. Textos Folklóricos de los Indios Warao. Los Angeles: Latin American Center. University of California. Latin American Studies Vol. 12.